# Nicole Fiscella
Nicole Fiscella (Rochester, 15 settembre 1979) è un'attrice e modella statunitense.

## Biografia e carriera
Ha un fratello minore, Chaz George Fiscella, ed è figlia di due dottori. È stata nell'All-State Jazz Choir e ha frequentato la Tufts University, dove si è laureata in antropologia.
Nicole Fiscella inizia la propria carriera nel 2005, lavorando come modella per l'agenzia New York Model Management. Compare sulle copertine di numerose riviste di moda e bellezza come Elle e Cosmopolitan, e viene scelta come testimonial della Pantene e di GAP Body. A marzo 2007 ottiene il ruolo di Isabel Coates nella serie televisiva Gossip Girl. È anche comparsa nel video musicale di LL Cool J Baby.

## Filmografia
- Gossip Girl - serie TV, 29 episodi (2007-2011)